# Скот Морисон
Скот Џон Морисон (енгл. Scott John Morrison; Вејверли, 13. мај 1968) бивши је премијер Аустралије, 30. по реду. Студирао је на универзитету у Новом Јужном Велсу где је завршио студије географије и економије. Пре почетка политичке каријере радио је у туристичкој организацији Аустралије и на бројним менаџерским позицијама у области оглашавања и туризма. Посланик је за јединицу Кук у парламенту Аустралије од 2007. године. Од 2008. године био је министар у сенци задужен за локалну самоуправу у групацији Малкома Тернбула, потоњег премијера. У децембру 2009. био постао је министар у сенци задужен за имиграцију и држављанство у кабинету премијера Тонија Абота, што га је довело по први пут у сам врх аустралијске политике.

## Политичка каријера
Морисон је ушао у парламент 2007. године и од тада је држао три кључна министарска места. Он је конзервативац који позива на умереност у Либералној странци, Изградио је репутацију као снажан лидер, за кога се сматра да је прагматичан, амбициозан политичар са давнашњом претензијом на место премијера. У Аустралији су га критиковали због контрoверзне политике према азилантима, а 2017. године се супротставио нацрту Закона о истополним браковима. Након избора на место премијера Аустралије, обраћајући се новинарима, рекао је да ће радити на томе да "поново уједини странку која је била у превирањима у претходном периоду" и најавио је да ће његов први премијерски задатак бити борба са жестоком сушом која је погодила делове источне Аустралије, као и да ће то бити "најхитнији и најважнији задатак" његове владе. 
Био је министар финансија Аустралије од 2015. г. до избора за премијера 2018. г. Такође је био министар социјалних услуга од 2014. до 2015. Обе позиције држао је у влади Малкома Тернбула. Претходно је био министар за имиграцију и заштиту граница Аустралије од 2013. до 2014. г. у влади Тонија Абота. 	